# Earobia minor
Earobia minor är en stekelart som beskrevs av Henry Keith Townes, Jr. 1951. Earobia minor ingår i släktet Earobia och familjen brokparasitsteklar. Inga underarter finns listade i Catalogue of Life.